# レスリー・ライセロヴィッツ
レスリー・ライセロヴィッツ（ヘブライ語: לסלי ליזרוביץ, 英語: Leslie Leiserowitz, 1934年 - ）は、イスラエルの化学者。主な業績は結晶成長の基礎研究、有機結晶の立体配置に関する研究など。
ケープタウン大学卒業後、同大学から物理学の修士号を取得。1959年からワイツマン研究所に在籍し、1983年から教授。また1966年から1968年まで、ルプレヒト・カール大学ハイデルベルクで教鞭を取った。

## 受賞歴
- 1987年 - プレローグ・メダル
- 2002年 - グレゴリー・アミノフ賞
- 2016年 - イスラエル賞
- 2021年 - ウルフ賞化学部門